# أدسكايب
أدسكايب (بالإنجليزية: Adscape)‏ هي شركة دعاية يقع مقرها في سان فرانسيسكو، استحوذت عليها جوجل في 15 فبراير/شباط 2007 مقابل 23 مليون دولار أمريكي. Adscape
تأسست الشركة عام 2002 من قبل دان ويليس المهندس السابق في نورتل، لكن الانطلاقة الفعلية بدأت في شباط/فبراير 2006 مع رأس مال بلغ 3.2 مليون دولار قصد تمويل مشاريعها، في تلك الفترة كان مقر الشركة في أتلانتا، جورجيا. حيث كانت تُقدم مجموعة من الخدمات بما في ذلك تقديم الإعلانات الديناميكية على ألعاب الفيديو؛ إلا أنها لم تشكل أي شراكات مع أي من ناشرين الألعاب إلى أن استحوذت عليها جوجل وضمتها إليها.

استحواذ جوجل على الشركة منح أدسكايب براءات الاختراع، وقد علق طاقم جوجل على عملية الشراء قائلا في تصريح صحفي 

وكانت مايكروسوفت هي الأخرى ترغب في شراء الشركة بهدف وضع الإعلانات داخل ألعابها ثم تأمين الصفقات مع باقي الناشرين بما في ذلك يوبي سوفت، تي إتش كيو وتيك-تو إنترأكتيف لكن جوجل كانت قد سبقتها لذلك. وقد علق مسؤولو مايكروسفت على عملية الاستحواذ 
انتقلت المقر الرئيسي لأدسكايب من أتلانتا إلى مقر غوغل في ماونتن فيو، كاليفورنيا في آذار/مارس 2007. وباتت قيادة الشركة تتضمن كل من دان ويليس كمدير التكنولوجيا التنفيذي ثم بيرني ستولار كرئيس وإيفا وو في منصب نائب الرئيس للتسويق.

## وصلات خارجية
- تفاصيل صفقة استحواذ جوجل على أدسكايب (الموقع الرسمي لجوجل)